# I. Szobekemszaf
I. Szobekemszaf, uralkodói nevén Szehemré Uadzshau egyiptomi fáraó i. e. 17/16. században (egyes számítások szerint i. e. 1576–1573), a XVII. dinasztia tagja a Második átmeneti kor végén.

## Uralkodása
Valószínűleg a XVII. dinasztia második királya volt Rahotep után. A Torinói királylista szerint 17 évig uralkodott, de vannak, akik jóval rövidebb időre (néhány évre) becsülik uralkodási idejét. Uralkodásáról több feliratos emlék maradt fenn, pl. Denderában, Abüdoszban, Wadi Hammamatban, Medamudban, Deir el-Bahriban, Karnakban, és más helyeken. Ismert kanópusz ládája is.
Uralkodásának idejére többféle kronológiai meghatározások léteznek:
- i. e. 1613–1597[2]
- i. e. 1619–1603[2]
- i. e. 1576–1573[1]
- i. e. 1566–1559[2]

Halála után fia, II. Szobekemszaf követte a trónon.

## Fordítás
- Ez a szócikk részben vagy egészben  a   Sobekemsaf I című angol Wikipédia-szócikk fordításán alapul.  Az eredeti cikk szerkesztőit annak laptörténete sorolja fel. Ez a jelzés csupán a megfogalmazás eredetét és a szerzői jogokat jelzi, nem szolgál a cikkben szereplő információk forrásmegjelöléseként.